# Marleen van Rij
Maria Helena (Marleen) van Rij (-Wientjes) (Leiden, 29 augustus 1950) is een voormalige Nederlandse roeister. Ze nam eenmaal deel aan de Olympische Spelen, maar won bij die gelegenheid geen medaille.
Ze maakte haar olympisch debuut op de Olympische Spelen van 1976 in Montreal bij de acht met stuurvrouw. De Nederlands roeiploeg werden in de 2e serie van de eliminaties vierde in 3.06,78. In de herkansing behaalde ze in de 2e serie een derde plaats in 3.21,44. Hierdoor mochten ze starten in de kleine finale waarbij ze achtste en laatste werden met een tijd van 3.35,87. Een jaar later nam ze deel aan de wereldkampioenschappen roeien 1977 in Amsterdam op het roeionderdeel acht met stuurvrouw. De Nederlandse acht met stuurvrouw finishte op de Bosbaan als zesde in 3.12,07.
Van Rij was in haar actieve tijd aangesloten bij de Wageningsche Studenten Roeivereniging Argo.

## Palmares

### roeien (vier met stuurvrouw)
- 1977: 6e WK - 3.12,07

### roeien (acht met stuurvrouw)
- 1976: 8e OS - 3.35,87

Karin Abma · 
Joke Dierdorp · 
Barbara de Jong · 
Annette Schortinghuis-Poelenije · 
Marleen van Rij · 
Maria Kusters-ten Beitel · 
Liesbeth Pascal-de Graaff · 
Loes Schutte · 
Evelien Koogje (stuurvrouw)